# 佩列米洛沃农村居民点
佩列米洛沃农村居民点（俄语：Перемиловское сельское поселение）是俄罗斯联邦伊万诺沃州舒亚区所属的一个农村居民点。其下辖有17个居民点，行政中心为佩列米洛沃。据2016年统计，该农村居民点的人口为1687人。